# Arizelocichla masukuensis
Arizelocichla masukuensis là một loài chim trong họ Pycnonotidae.